# مرداد ۱۳۸۷
مرداد ۱۳۸۷، پنجمین ماه سال ۱۳۸۷ هجری خورشیدی است.
آغاز آن سه شنبه، ۱ مرداد ۱۳۸۷ برابر با ۲۲ ژوئیه ۲۰۰۸ میلادی است.